# Even in Arcadia
Even in Arcadia è il quarto album in studio del gruppo musicale britannico Sleep Token, pubblicato il 9 maggio 2025 dalla RCA Records.

## Tracce
Testi di Vessel1, musiche di Vessel1 e Vessel2, eccetto dove indicato.
1. Look to Windward – 7:46
2. Emergence – 6:26
3. Past Self – 3:34 (musica: Vessel1)
4. Dangerous – 4:11
5. Caramel – 4:50
6. Even in Arcadia – 4:28 (musica: Vessel1)
7. Provider – 6:05
8. Damocles – 4:24
9. Gethsemane – 6:23
10. Infinite Baths – 8:23

Tracce bonus nell'edizione giapponese
1. Emergence (Instrumental)
2. Even in Arcadia (Piano Version)

## Formazione
Gruppo
- Vessel1 – voce, chitarra, basso, tastiera, programmazione
- Vessel2 – batteria

Altri musicisti
- Gabi Rose – sassofono (traccia 2)

Produzione
- Carl Bown – produzione, ingegneria del suono, missaggio
- Jim Pinder – ingegneria del suono
- Adam "Nolly" Getgood – produzione aggiuntiva
- Sebastian Sendon – ingegneria del suono aggiuntiva, montaggio batteria
- Ste Kerry – mastering

## Classifiche
| Classifica (2025) | Posizione massima |
| ----------------- | ----------------- |
| Austria           | 1                 |
| Belgio (Fiandre)  | 1                 |
| Canada            | 1                 |
| Danimarca         | 8                 |
| Belgio (Vallonia) | 4                 |
| Irlanda           | 3                 |
| Islanda           | 8                 |
| Italia            | 15                |
| Paesi Bassi       | 1                 |
| Polonia           | 8                 |
| Regno Unito       | 1                 |
| Stati Uniti       | 1                 |
| Svizzera          | 2                 |
| Ungheria          | 3                 |